# Humberto Cruz
Humberto Carlos Nelson Cruz Silva, (Santiago de Chile, 8 de diciembre de 1939) - popularmente conocido por su apodo de Chita, es un exfutbolista chileno que se desempeñaba en la posición de defensa. Es padre del también exfutbolista chileno Claudio Cruz.
Es recordado por su identificación con el club Colo-Colo y por haber integrado la selección de fútbol de Chile durante nueve años.

## Trayectoria
Sus inicios en el fútbol amateur fue en el club “Máximo Garay” del Barrio Pila del Ganso, en una cancha a una cuadra de su casa. A los 16 años era titular y fue campeón con la camiseta verde del club mencionado.
Jugó en la segunda infantil de Palestino, pero quedó fuera por su baja estatura.
Debutó en Santiago Morning en 1959, en la Primera B (Segunda División), equipo con el cual se tituló campeón ese año logrando el ascenso a la Primera División.  
En el cuadro bohemio, cumplió buenas campañas, lo que le valió ser nominado a la selección de fútbol de Chile en 1961, citado por Fernando Riera para integrar el combinado chileno en la Copa Mundial de Fútbol de 1962.
Al año siguiente, en 1963, fue contratado por Colo-Colo, equipo en el que jugó nueve temporadas, estuvo presente en 259 encuentros, convirtió cuatro goles y conquistó dos veces el título de campeón.
En 1972 fue contratado por O'Higgins
En 1973 es fichado por el club Ñublense, donde cumple buenas temporadas, sin embargo una grave lesión (fractura de tibia y peroné) le hacen tomar la decisión de retirarse en el año 1974. Tras dos años alejado de la práctica, vuelve en 1976 a Ferroviarios, cuya camiseta sería la última en vestir. 
Tras retirarse ejerció como entrenador en Santiago Morning, Ñublense y Deportes Ovalle.

## Selección chilena

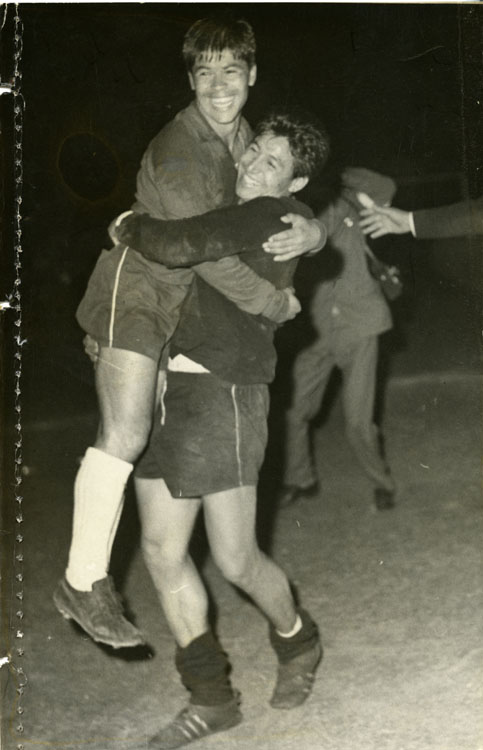
Humberto Cruz (izquierda) circa 1966.

Con 22 años de edad es convocado a la Selección de Chile, el año 1961. Entre los años 1961 y 1970, jugó 37 partidos.
Entre los torneos en que participó se enumeran: 
- el Mundial Chile 1962,
- Copa Juan Pinto Durán en 1963,
- Copa O’Higgins 1966,
- Mundial Inglaterra 1966 (eliminatorias y certamen),
- Sudamericano Montevideo (Uruguay) 1967,
- Copa Dittborn 1968,  y
- Copa Pacífico 1968.

En el mundial de Chile 1962 jugó de titular en el partido contra Yugoslavia, cotejo que definió el tercer lugar y que ganó Chile 1 – 0, con gol convertido por Eladio Rojas cerca del final del encuentro. 

### Cualidades
Poseedor de una gran personalidad, lo demostraba en la cancha con una marcación fiera y un buen rechazo, considerando su baja estatura, podía además desempeñarse en otras funciones defensivas como Volante de contención, puesto que ejerció algunas ocasiones.
Pero sin embargo una de las cosas por las que más se recuerda a Cruz, es por la marcación que ejerció sobre Pelé, en las cinco ocasiones en las que se enfrentaron, el defensor chileno salió airoso en lo que era muy complicado en esa época.
Cuentan las crónicas de la época y el mismo Cruz que una vez marcando a Pelé, le bajó los pantalones, para que este no se escapara de su marca.

### Participaciones en Copas del Mundo
| Mundial              | Sede       | Resultado    |
| -------------------- | ---------- | ------------ |
| Copa Mundial de 1962 | Chile      | Tercer lugar |
| Copa Mundial de 1966 | Inglaterra | Primera fase |

## Política

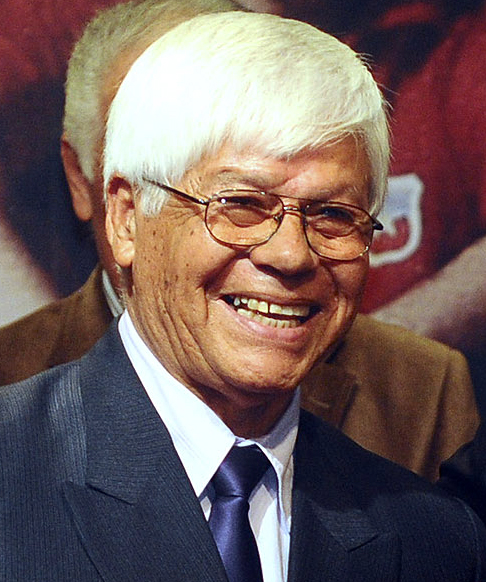
Chita Cruz en 2012.

El año 2012 se presenta como candidato a concejal por la comuna de Macul, en representación del Partido Radical Social Demócrata.

## Clubes

### Como jugador
| Club             | País  | Año       |
| ---------------- | ----- | --------- |
| Santiago Morning | Chile | 1959-1962 |
| Colo-Colo        | Chile | 1963-1971 |
| O'Higgins        | Chile | 1972      |
| Ñublense         | Chile | 1973-1974 |
| Ferroviarios     | Chile | 1976      |

### Como entrenador
| Club                 | País  | Año       |
| -------------------- | ----- | --------- |
| Magallanes           | Chile | 1978      |
| Santiago Morning     | Chile | 1981-1982 |
| Deportes Laja        | Chile | 1983      |
| Unión Española       | Chile | 1984      |
| Fernández Vial       | Chile | 1984      |
| Deportes Ovalle      | Chile | 1985      |
| Ñublense             | Chile | 1986      |
| Deportes Antofagasta | Chile | 1986      |
| Cobreandino          | Chile | 1988      |
| Deportes Ovalle      | Chile | 1990-1991 |
| Deportes Melipilla   | Chile | 1996      |

### Capitán de Colo-Colo
| Predecesor: Mario Moreno | Capitán de Colo-Colo 1968-1971 | Sucesor: Francisco Valdés |

## Palmarés

### Torneos nacionales oficiales
| Título           | Club             | País  | Año  |
| ---------------- | ---------------- | ----- | ---- |
| Primera B        | Santiago Morning | Chile | 1959 |
| Primera División | Colo-Colo        | Chile | 1963 |
| Primera División | Colo-Colo        | Chile | 1970 |

### Torneos internacionales oficiales
| Título                       | Equipo             | Sede  | Año  |
| ---------------------------- | ------------------ | ----- | ---- |
| 3.er lugar Copa Mundial 1962 | Selección de Chile | Chile | 1962 |